# Dead Reign
Dead Reign (укр. Влада мертвих) — настільна рольова гра на тему зомбі-апокаліпсиса, видавцем якої є Palladium Books. Перший друк головної книги вийшов у листопаді 2008 року.

## Історія
Dead Reign — гра про зомбі-апокаліпсис від Palladium Books, оцінена як «SDC» за системою Megaversal компанії, що ставить її на вищий рівень людської сили, ніж більшість ігор від Palladium. У 2008 році було опубліковано два доповнення до Dead Reign, і, за словами Шеннона Аппелклайна, гра «загалом показала, що Palladium не просто виживає в роки після Кризи [Зради], а й продовжує розробляти нові сетинги».

## Книги
| Назва                | Назва                 | Перше видання  |
| (англ.)              | (укр.)                | Перше видання  |
| -------------------- | --------------------- | -------------- |
| Civilization Gone    | Падіння цивілізації   | травень 2009   |
| Dark Places          | Темні місця           | 7 жовтня 2011  |
| Endless Dead         | Нескінченна смерть    | травень 2012   |
| Fear the Reaper      | Бійся жнеця           | 25 грудня 2013 |
| Graveyard Earth      | Цвинтар-Земля         | листопад 2014  |
| Hell Followed        | Слідом в пекло        | грудень 2016   |
| In the Face of Death | Перед обличчям смерті | червень 2020   |